# Le Juif errant (pel·lícula de 1904)
Le Juif errant, venut als Estats Units com a The Wandering Jew, és un curtmetratge mut francès de 1904 de Georges Méliès. Va ser venut per la Star Film Company de Méliès i està numerat el 662-664 als seus catàlegs.

## Argument
Un vell jueu vaga pel camp; espectres de Crist portant la creu apareixen al cel. Al principi els té por i després intenta perseguir-los, ell i la gent que l'envolta. Aleshores apareix el diable i el colpeja abans de fugir. Finalment apareix un Crist alat. Segueix una segona escena on s'està produint una tempesta, símbol de l'ira de Déu.